# Gresso
Gresso — міжнародна компанія, виробник мобільних телефонів та аксесуарів преміум класу. Штаб квартира компанії знаходиться у місті Маямі (Флорида).

## Історія
Перша колекція телефонів була випущена у 2006 році, телефони були виготовлені із золота та чорного дерева Gresso Luxury Phone.
У 2007 році журнал Forbes включив телефон Avangarde в список десяти найдорожчих мобільних телефонів світу.
У серпні 2007 року компанія випустила смартфони класу люкс від Gresso Luna і Sol, що функціонують на базі операційної системи Windows Mobile 6.0 Standard, при виготовленні корпусу використані чорне дерево і золото.
У серпні 2009 року випущена колекція телефонів Grand Monaco в стилістиці спортивних автоперегонів у корпусах з карбону і титанового сплаву з керамічним покриттям.
У березні 2010 року в рамках колекції випущені жіночі телефони з обробкою з червоної крокодилячої шкіри.
У 2011 році випущено телефони колекції Luxor, до якої увійшли моделі Luxor Las Vegas Jackpot, Luxor World Time, Luxor і продовжена колекція Avantgarde (золотий телефон Grand Premiere).
У квітні 2012 року випущений телефон Regal Black з цільної титанової плити, всього було зроблено 333 телефону вартістю $ 5 тис. кожен.
З 2012 року компанія випускає також аксесуари для мобільних пристроїв, зокрема, у вересні 2012 року випущений бампер-кейс для iPhone 5 Alligator із загартованого титану.
У грудні 2013 Gresso випустила обмежену серію Android-смартфонів Radical, виготовлених з титану з золотими вставками.